# Miroslav Biro
Miroslav Biro (Budimpešta, 29. studenog 1895. – Zagreb, 22. lipnja 1960.), bio je hrvatski skladatelj, trajno će ostati upamćen po svojoj pjesmi Mirno teku rijeke, koju je uglazbio na stihove Drage Britvića i s kojom je osvojio prvu nagradu na Festivalu Opatija 1959.
Miroslav Biro, radio bio je odvjetnik i skladatelj u slobodno vrijeme. Njegovo doba bio je period nakon rata, 1950-ih. Skladao je pjesme koje se i danas slušaju; Tri palme na otoku sreće, More, more,  Karolina i nezaboravnu Mirno teku rijeke.